# Марянув (гміна Сендзішув)
Марянув (пол. Marianów) — село в Польщі, у гміні Сендзішув Єнджейовського повіту Свентокшиського воєводства.
Населення — 100 осіб (2011).
У 1975-1998 роках село належало до Келецького воєводства.

## Демографія
Демографічна структура на день 31 березня 2011 року:
|          | Загалом | Допрацездатний вік | Працездатний вік | Постпрацездатний вік |
| -------- | ------- | ------------------ | ---------------- | -------------------- |
| Чоловіки | 53      | 10                 | 35               | 8                    |
| Жінки    | 47      | 9                  | 23               | 15                   |
| Разом    | 100     | 19                 | 58               | 23                   |